# Buzke, Arbuzînka
Buzke (în ucraineană Бузьке) este un sat în așezarea urbană Kosteantînivka din raionul Arbuzînka, regiunea Mîkolaiiv, Ucraina.

## Demografie
Componența lingvistică a localității Buzke
     Ucraineană (85,07%)
     Română (9,33%)
     Rusă (5,6%)
Conform recensământului din 2001, majoritatea populației localității Buzke era vorbitoare de ucraineană (85,07%), existând în minoritate și vorbitori de română (9,33%) și rusă (5,6%).